# 현물이자율
현물이자율(Spot Rate)은 채권의 평가에 일반적으로 사용되는 이자율이다. 만기수익률(Yield to maturity)이 채권의 모든 현금흐름과 현재가치를 일치시키는 평균수익률 개념이라면 현물이자율은 무이표채(+무위험)의 만기수익률이다. 즉, 이표가 없는 채권은 만기수익률과 현물이자율이 동일하다.
미래의 현금흐름(채권 또는 대출 등)의 가치를 평가할 때는 이 현물이자율로 할인하여 현재의 가치를 구하게 되는데 각 현금흐름이 발생한 시점(만기)의 현물이자율이 필요하다. 현실적으로 시장에 이러한 시점의 현물이자율이 존재하지 않는 경우는 보간법(Interpolation)을 이용하여 해당 시점(만기)의 현물이자율을 계산하여 사용한다.
일반적으로 채권평가사에서는 특정 채권의 만기수익율과 현물이자율을 제공하는데 제공받지 못하는 경우는 이표채의 가격을 이용하여 현물이자율을 계산하는 부트스트래핑방법(Bootstrapping Metholology)를 이용하여 구한다.